# Arrête de pleurer Pénélope (film)
Pour plus de détails, voir Fiche technique et Distribution.
Arrête de pleurer Pénélope est un film français réalisé par Corinne Puget et Juliette Arnaud, sorti en 2012.
Le scénario est inspiré de la pièce Arrête de pleurer Pénélope de Christine Anglio, Juliette Arnaud et Corinne Puget créée en 2002. Ce n'est pas une adaptation de la pièce, mais plutôt une suite reprenant les mêmes personnages.

## Synopsis
Trois amies d'enfance qui ne s'étaient pas revues depuis longtemps se retrouvent à l'occasion de l'enterrement de la tante de l'une d'elles, qui leur a légué sa maison de campagne.

## Fiche technique
- Réalisation : Corinne Puget et  Juliette Arnaud
- Scénario : Christine Anglio, Juliette Arnaud et Corinne Puget d'après leur pièce Arrête de pleurer Pénélope
- Production :  Sunrise Films, SND Films, M6 Films
- Photographie : Robert Alazraki
- Musique : Freaks
- Montage : Frédérique Olszak
- Genre : Comédie
- Durée : 84 minutes
- Date de sortie : 
  - France : 6 juin 2012

## Distribution
- Juliette Arnaud : Chloé
- Corinne Puget : Léonie
- Christine Anglio : Pénélope
- Jacques Weber : Aimé Badaroux
- Maria Pacôme : Lise
- Pierre Boulanger : Justin
- Christelle Chollet : Suzelle
- Marc Duret : Nicolas Badaroux
- Michel Scotto di Carlo : Jérome
- Niels Dubost : le notaire
- Carinne Koeppel : la notaire
- Cyril Couton : Dr. Bellity
- Rayane Bensetti : Nicolas adolescent

## Lieu de tournage
Le film est tourné intégralement dans le département du Rhône :
- Lyon[2]

- Vaugneray[3],[2]
- Quincié-en-Beaujolais[2] (pour les scènes en boîte de nuit)
- Sain-Bel[2]
- Saint-Julien-sur-Bibost[4]